# Renata Tebaldi
Renata Ersilia Clotilde Tebaldi (n. 1 februarie 1922, Pesaro – d. 19 decembrie 2004, San Marino) a fost o cântăreață italiană de operă, soprană lirică, a cărei voce a fost caracterizată de dirijorul Arturo Toscanini drept voce d'angelo („voce de înger”).
După lecții de canto cu maeștrii Brancucci și Campogalliani la conservatorul din Parma, continuă studiile muzicale cu Carmen Melis la liceul "Rossini" din Pesaro. Debutul scenic are loc în 1944 la teatrul muzical din Rovigo în rolul Elenei din opera Mefisofele de Arrigo Boito. În 1946, după sfârșitul războiului, participă la concertul de redeschidere a stagiunii la "Teatro alla Scala" din Milano. În 1948 apare pe scena Operei din Roma și la festivalurile de operă de la "Arena di Verona". Repertoriul sopranei se îmbogățește cu rolul Floriei Tosca din opera Tosca de Puccini, rolul Violettei din La Traviata și Desdemonei din Othello de Verdi și multe altele. După cucerirea scenelor italiene și în special al temutului teatru "San Carlo" din Napoli, Renata Tebaldi debutează la "Covent Garden" din Londra în 1950. Debutul american se produce tot în 1950, la San Francisco, după care "Metropolitan Opera" din New York o programează în mod constant între 1955 și 1973, ținând afișul neîntrerupt timp de 18 ani. În 1958 cântă la "Staatsoper" din Viena, iar între 1975-1976 întreprinde mai multe turnee în Uniunea Sovietică.
În decursul carierei sale, Renata Tebaldi a colaborat cu dirijori diferiți, printre care nu au lipsit renumiții Carlo Maria Giulini, Arturo Toscanini, Georg Solti, Herbert von Karajan. În 1976 își încheie cariera artistică cu o serată de concert la "Teatro alla Scala" din Milano. Renata Tebaldi a încetat din viață la 19 decembrie 2004 în casa sa din San Marino, la vârsta de 82 de ani.
Vocea Renatei Tebaldi o plasează în domeniul sopranelor lirico-spinto, cu registru acut strălucitor și penetrant, opus caracterului profund dramatic al vocii contemporanei și rivalei ei, Maria Callas. Măiestria artistei a constat în frazarea imperială, în limpezimea sunetului, în suveranitatea accentelor. Pornită de la vocalitatea romantică verdiană, Renata Tebaldi a avut un maximum de eficiență artistică în operele perioadei post-romantice și veriste, în special în creațiile lui Giacomo Puccini.